# Linia kolejowa nr 736
Linia kolejowa nr 736 – nieczynna, jednotorowa, niezeletryfikowana linia kolejowa znaczenia miejscowego łącząca linie kolejowe 27 i 207.
Położona jest w województwie kujawsko – pomorskim, w granicach administracyjnych Torunia, w jego północno-wschodniej części, w dzielnicy Katarzynka, w Lesie Papowskim.

## Historia
Łącznica powstała w ramach programu Otto w czasie II wojny światowej, tj. w ramach przygotowań Niemiec do wojny z ZSRR. Po raz pierwszy w dokumentach Reichsbahn pojawiła się we wrześniu 1940 roku. Do użytku została oddana między 1941 a 1944 rokiem, umożliwiając przejazd od Nasielska i Sierpca (linia kolejowa nr 27) w kierunku Grudziądza (linia kolejowa nr 207) z pominięciem stacji węzłowej Toruń Mokre (od 1959 r. Toruń Wschodni). Jeszcze w l. 90. XX wieku eksploatowano (jako bocznicę) odcinek od Katarzynki do składu budowlanego przy ul. Morwowej w Toruniu. Obecnie łącznica jest nieużywana i w znacznym stopniu rozkradziona.
Na linii zastosowano podkłady betonowe i ciężkie szyny typu S49, aczkolwiek spotyka się na niej szyny typu S41 z huty Roechling z 1944 roku. 
Przebiegający nad linią jednoprzęsłowy, dwutorowy wiadukt linii kolejowej nr 353 został gruntownie zmodernizowany w latach 2014-2015.